# Івано-Франківська архієпархія УГКЦ
Івано-Франківська архієпархія — одна із чотирьох греко-католицьких архієпархій в Україні, входить до складу Івано-Франківської митрополії.
Івано-Франківська єпархія заснована після виходу УГКЦ з підпілля в 1989 році.
Івано-Франківська єпархія підвищена до рангу архієпархії 13 грудня 2011 року.

## Єпископи
- Софрон Дмитерко ЧСВВ (30 листопада 1968 — 22 грудня 1997),
- Софрон Мудрий ЧСВВ (22 грудня 1997 — 2 червня 2005).
- Володимир Війтишин (з 2 червня 2005), від 13 грудня 2011 року — архиєпископ-митрополит.

## Піднесення до митрополії
13 грудня 2011 року, у день Святого Андрія Первозванного, Предстоятель Української греко-католицької Церкви Блаженніший Святослав (Шевчук), вслід за Львівською митрополією, проголосив утворення Івано-Франківської митрополії УГКЦ і ввів на престол її першого Митрополита — Владику Володимира (Війтишина). Таким чином митрополит отримав повноваження та обов'язки, передбачені кан. 131—139 Кодексу канонів Східних Церков. Він скликатиме Митрополичий Синод, який врегульовуватиме питання діяльності Церкви на певній території, матиме право висвячувати, інтронізувати єпископів своєї митрополії, дбатиме про ретельне дотримання віри, проводитиме канонічні візитації, якщо вони занедбані в єпархіях, а також має створити Митрополичий трибунал. Варто зауважити що територіально Івано-Франківська Митрополія є найбільшою митрополією в Західній Україні, адже в її юрисдикцію входять дві області — Івано-Франківська та Чернівецька, та другою за територією після Київської Митрополії УГКЦ.

## Деканати

### Центральний м. Івано-Франківська[3]
| №  | Назва                                                                                                 | Адреса                                            | Настоятель | Контакти                                                     | Примітка                                     |
| -- | --- | ------------------------------------------------- | --- | ------------------------------------------------------------ | -------------------------------------------- |
| 1  | Парафія Святого Воскресіння                                                                           | м-н Шептицького 22А                               | о.- мітрат Юрій Новицький — Адміністратор парафії, Протопесвітер (декан); Сотрудники: о. Василь Середюк, о. Іван Жук, о. Євген Андрухів, о. Віталій Токар, судовий вікарій о. Степан Балагура                                                       |                                                              | Заснована 10. 07. 2008р                      |
| 2  | Парафія Св. Пророка Іллі                                                                              | вул. Б. Лепкого 51/13                             | о. Річард Горбань — Парох; Сотрудник — о. Володимир Войтович |                                                              | Заснована 10. 07. 2008р                      |
| 3  | Парафія Св. Йосифа Обручнника                                                                         | Вул. Вовчинецька 54 (Гірка)                       | митр. прот. Михайло Сушко — парох; Сотрудник: — прот. Ігор Винник |                                                              | Заснована декретом № 669 від 21.12.2010 р.   |
| 4  | Парафія Зіслання Святого Духа                                                                         | вул. Коновальця 103                               | о. Віталій Дем‘янець — парох; Сотрудники: о. Зеновій Слоїк, о. Микола Остапишин |                                                              | Заснована декретом № 671 від 21.12.2010 р.   |
| 5  | Парафія Христа-Чоловіколюбця і Блаженних Мучеників Григорія Хомишина, Симеона Лукача та Івана Слезюка | Вул. Ленкавського                                 | о. Ігор Пелихатий — парох; о. Василь Слобода — сотрудник |                                                              | Заснована декретом № 673 від 21.12.2010      |
| 6  | Парафія Святих Первоверховних Апостолів Петра і Павла                                                 | Вул. Набережна імю. В. Стефаника 28Б              | о.- мітрат Степан Гнитка |                                                              | Заснована декретом № 675 від 21.12.2010 р.   |
| 7  | Парафія Різдва Пресвятої Богородиці                                                                   | вул. Чорновола 63А                                | о. Михайло Клапків — парох; Сотрудники о. Микола Шиманський, о. Руслан П‘яста, о. Роман Кузьміньський | Офіційний сайт [Архівовано 2 квітня 2015 у Wayback Machine.] | Заснована декретом № 678 від 21.12.2010 р.   |
| 8  | Парафія Різдва Христового                                                                             | Вул. 100-річчя Червоного Хреста                   | о. Софрон Зелінський — адміністратор; Сотрудники: о. Ігор Тузик, о. Василь Чорній, о. Ігор Онищук, о. Роман Терлецький |                                                              | Заснована декретом № 679 від 21.12.2010 р.   |
| 9  | Парафія Царя Христа                                                                                   | Вул. Незалежності 181                             | о. Йосафат Фітель ЧСВВ — парох; Сотрудники: о. Володимир Василь Палчинський ЧСВВ, о. Порфирій Василь Шумило ЧСВВ, о. Вінкентій Василь Яніцький ЧСВВ, о. Григорій Василь Анастасина ЧСВВ, о. Іван Михайло Логай ЧСВВ, о. Марко Зіновій Максимів ЧСВВ |                                                              | Заснована декретом № 09 від 03.01.2011 р.    |
| 10 | Парафія Святого Великомученика Юрія                                                                   | Вул. Василіянок 55                                | о. Олександр Левицький — адміністратор; о. Віталій Федун — сотрудник |                                                              | Заснована декретом № 681/1 від 21.12.2010 р. |
| 11 | Молитовна Каплиця св. Миколая Мир Лікійського чудотворця                                              | Вул. Матейки (біля міської клінічної лікарні № 1) | о. Володимр Лось о. Петро Витвицький о. Роман Карпів |                                                              | Заснована 1 жовтня 2008                      |

### Рогатинський
| № | Назва                               | Адреса                             | Настоятель | Контакти | Примітка |
| - | ----------------------------------- | ---------------------------------- | ---------- | -------- | -------- |
| 1 | Парафія Різдва Пресвятої Богородиці | м. Рогатин, вул. Галицька, 18      |            |          |          |
|   | Парафія Святого Миколая             | м. Рогатин, вул. Святомиколаївська |            |          |          |

### Солотвинський
| № | Назва                                            | Адреса    | Настоятель         | Контакти | Примітка |
| - | ------------------------------------------------ | --------- | ------------------ | -------- | -------- |
| 1 | парафія Преображення Господа нашого Ісуса Христа | с. Пороги | о. Іван Стефанишин |          |          |

### Тисменицький
| № | Назва                                   | Адреса                                       | Настоятель             | Контакти | Примітка               |
| - | --------------------------------------- | -------------------------------------------- | ---------------------- | -------- | ---------------------- |
| 1 | парафія святителя Миколая               | с. Чорнолізці вул. Незалежності              | о. Володимир Канюк     |          | освячена 19.12.2021 р. |
| 2 | парафія Покрови Пресвятої Богородиці    | с. Терновиця вул. Центральна 16Г             | о. Володимир Канюк     |          |                        |
| 3 | парафія Архистратига Михаїла            | м. Тисмениця                                 | о. Роман Микієвич      |          |                        |
| 4 | парафія преподобної Параскеви Сербської | с. Липівка вул. Шевченка 76А                 | о. Роман Дармограй     |          |                        |
| 5 | парафія Покрови Пресвятої Богородиці    | с. Слобідка вул. Незалежності 14             | о. Мирослав Пронюк     |          |                        |
| 6 | парафія св. влмч. Юрія                  | с. Пшеничники вул. Івана Франка, будинок 13А | о. Ігор Баланда        |          |                        |
| 7 | парафія Різдва Пресвятої Богородиці     | с. Марківці вул. Центральна 2А               | о. Мирослав Пронюк     |          |                        |
| 8 | парафія Архистратига Михаїла            | с. Хом'яківка                                | о. Роман Шиндирівський |          |                        |

## Собори
Собор Івано-Франківської архієпархії УГКЦ “Євангелізація і душпастирство в ІІІ тисячолітті"

## Цікаві факти
Впродовж періоду від легалізації УГКЦ в 1989 р. — до 1992 в Україні були лише дві єпархії — Львівська та власне Івано-Франківська (також окремо в Закарпатті, діяла греко-католицька Мукачівська єпархія — не підпорядкована УГКЦ).